# А207.50 Saturn
МТК А207.50 Saturn — туристический автобус, выпускавшийся ЧП «Автотехнология» с 2008 по 2010 год. В основе его конструкции лежит шасси Mercedes-Benz W905, выпускаемое в Аргентине. Вытеснен с конвейера моделью МТК А209.50 Saturn.

## Двигатели
| Дизельные двигатели внутреннего сгорания | Дизельные двигатели внутреннего сгорания | Дизельные двигатели внутреннего сгорания | Дизельные двигатели внутреннего сгорания | Дизельные двигатели внутреннего сгорания | Дизельные двигатели внутреннего сгорания | Дизельные двигатели внутреннего сгорания | Дизельные двигатели внутреннего сгорания |
| Модель                                   | Цилиндры/ Клапаны                        | Объём, см³                               | Мощность                                 | Крутящий момент                          | Модель двигателя                         | Система питания                          |                                          |
| ---------------------------------------- | ---------------------------------------- | ---------------------------------------- | ---------------------------------------- | ---------------------------------------- | ---------------------------------------- | ---------------------------------------- | ---------------------------------------- |
| 311 CDI / 411 CDI                        | 4/16                                     | 2148                                     | 80 кВт (109 л. с.) при 3800 об/мин       | 270 Н*м при 1400—2400 об/мин             | OM 611 DE 22 LA                          | Common-Rail                              |                                          |
| 313 CDI / 413 CDI                        | 4/16                                     | 2148                                     | 95 кВт (129 л. с.) при 3800 об/мин       | 300 Н*м при 1600—2400 об/мин             | OM 611 DE 22 LA                          | Common-Rail                              |                                          |
| 316 CDI / 416 CDI                        | 5/20                                     | 2685                                     | 115 кВт (156 л. с.) при 3800 об/мин      | 330 Н*м при 1400—2400 об/мин             | OM 612 DE 27 LA                          | Common-Rail                              |                                          |

## Модификации
- МТК А207.50 Saturn — автобус на базе Mercedes-Benz 311CDI[2][3];
- МТК А207.51 Saturn — автобус на базе Mercedes-Benz 313CDI;
- МТК А207.52 Saturn — автобус на базе Mercedes-Benz 316CDI;
- МТК А207.56 Saturn — автобус на базе Mercedes-Benz 411CDI;
- МТК А207.57 Saturn — автобус на базе Mercedes-Benz 413CDI;
- МТК А207.58 Saturn — автобус на базе Mercedes-Benz 416CDI.